# ナフション

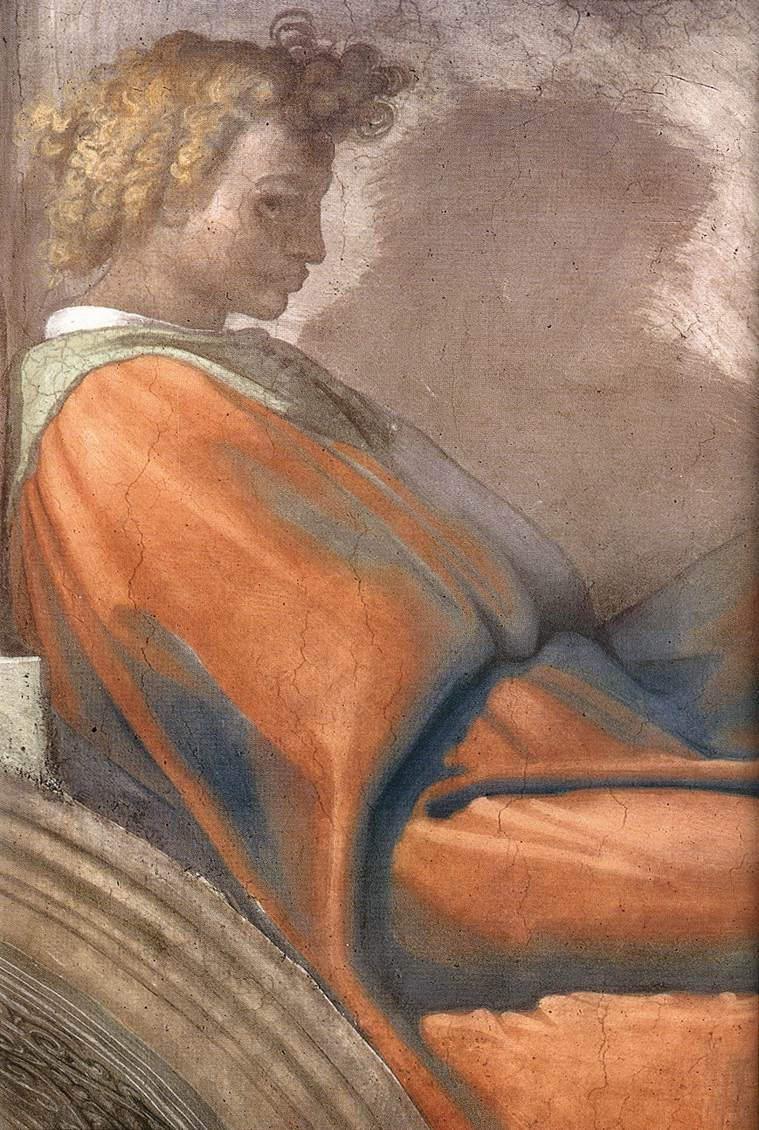
ミケランジェロ作システィーナ礼拝堂にある「ナフションのルネッタ」（部分）。

ナフション（ナション、ヘブライ語: נַחְשׁוֹן‎ Naḥšōn）は、旧約聖書に登場する人物。アミナダブの子でダビデの先祖にあたる。『民数記』の記述によれば、モーセがエジプトを出てシナイの荒野にあったとき、モーセに従う12の氏族のひとつユダ族の指導者であった。